# San Damiano Macra
San Damiano Macra ist eine Gemeinde in der italienischen Provinz Cuneo (CN), Region Piemont.

## Lage und Einwohner
San Damiano Macra liegt 30 km nordwestlich von der Provinzhauptstadt Cuneo entfernt auf einer Höhe von 743 m über dem Meeresspiegel im Mairatal. Das Gemeindegebiet umfasst eine Fläche von 54,13 km² und hat 414 Einwohner (Stand 31. Dezember 2023).
Die Nachbargemeinden sind Cartignano, Castelmagno, Celle di Macra, Dronero, Frassino, Macra, Melle, Roccabruna und Sampeyre.

## Geschichte

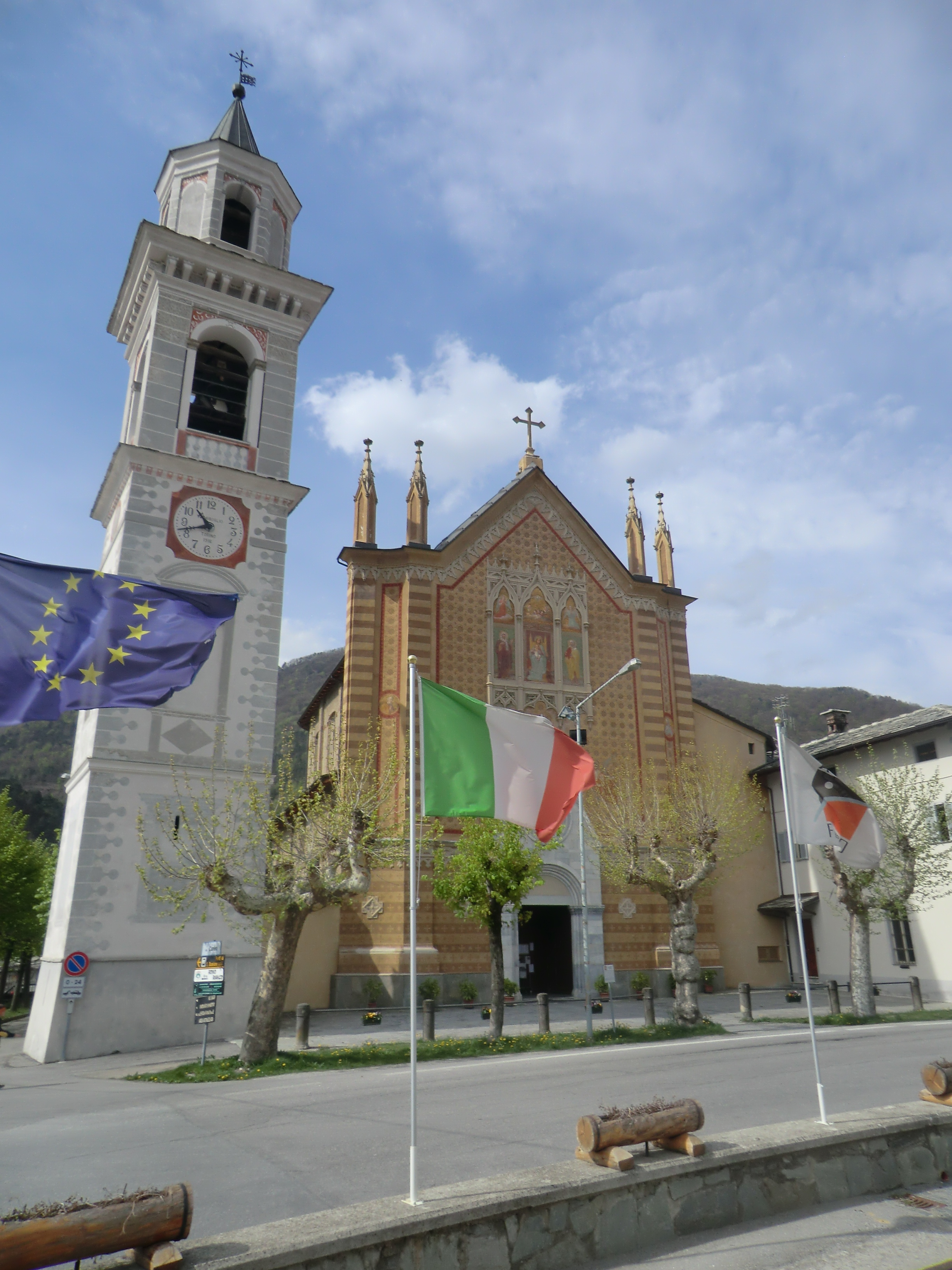
Die Pfarrkirche der Heiligen Cosma und Damiano

Der Ortsname leitet sich vom Namen der Pfarrkirche ab, die den heiligen Märtyrern Cosma und Damiano gewidmet ist. Die ersten Spuren seiner Existenz finden sich in der Gründungsurkunde des Klosters Caramagna im Jahr 1028, als zu seinem Territorium auch die ehemaligen Gemeinden Pagliero, Lottulo und Paglieres gehörten. Wie die meisten Gemeinden im Tal gehörte es im 12. Jahrhundert zum Besitz der Markgrafen von Saluzzo und später der Savoyer.
Im 17. Jahrhundert wurde, wie in Acceglio und Dronero, ein Kapuzinerkloster errichtet, um der im Tal grassierenden calvinistischen Häresie Einhalt zu gebieten. Aufgrund der Bürgerkriege, die sich aus den Repressalien der Savoyer gegen die Ketzer ergaben, und aufgrund der Pest von 1716 vereinten sich die dezimierte Bevölkerung von San Damiano und die von Pagliero in einer einzigen Gemeinde. Es gibt nur noch wenige Spuren seiner künstlerischen Vergangenheit, sowohl aufgrund des Brandes, den die Nazis als Vergeltung im Jahr 1944 anrichteten, als auch aufgrund der Entstehung moderner Bauweisen, die das Erbe mittelalterlicher Gebäude nicht schützten. Einige noch existierende Beispiele sind einige Sprossenfenster und Segelfassaden einiger alter Gebäude; Auf einer achteckigen Tafel eines Steinbrunnens ist das Wappen der Familie Berardi aus dem Jahr 1507 zu sehen. Die Pfarrkirche der Heiligen Cosma und Damiano wurde im Laufe der Jahrhunderte umgebaut. Das geschnitzte Portal ist Teil des Originalbaus aus dem 15. Jahrhundert.

## Söhne und Töchter der Gemeinde
- Luigi Allemandi (1903–1978), Fußballspieler
- Giulio Einaudi (1928–2017), katholischer Erzbischof und Diplomat